# Dân số Việt Nam qua các thời kỳ
Dân cư sinh sống có tổ chức trên lãnh thổ Việt Nam xuất hiện tương đối sớm so với trên thế giới, tuy nhiên việc hình thành nhà nước chuyên chế lại tương đối muộn và là một quá trình tương đối dài. Nhà nước Xích Quỷ tương truyền hình thành năm 2879 TCN, với vị vua đầu tiên là Kinh Dương Vương. Tuy nhiên, các thư tịch cổ Trung Quốc chỉ ra rằng nhà nước chính thức đầu tiên, Văn Lang, ra đời khoảng đầu thế kỷ 7 TCN, thời Trang Vương nhà Đông Chu.
Do vấn đề lịch sử phức tạp, quá trình xâm lăng kéo dài nên các tài liệu cổ về dân số Việt Nam còn lại không nhiều. Dân số của các thời kì chỉ có thể xác định ở mức tương đối, không thể xác định chính xác năm nào. Các tư liệu nhân khẩu phần lớn dựa vào các bộ chính sử của các triều đại và các ghi chép của các giáo sĩ, thương nhân phương Tây. Do nô tì, tăng ni, đạo sĩ, binh lính không phải nộp thuế nên các thống kê của triều đình thường không liệt kê họ vào các tài liệu nhân khẩu. Trong giai đoạn nội chiến Nam – Bắc triều và Trịnh – Nguyễn phân tranh, chính quyền gặp nhiều khó khăn trong việc thống kê dân số nên các số liệu thường phải ước đoán.

## Thời kỳ Văn Lang – Âu Lạc
Thời Hùng Vương, Việt Nam hoàn toàn không có các tài liệu về việc thống kê dân số chính thức, có thể là do các đời vua Hùng không tiến hành thống kê nhân khẩu hoặc trải qua nghìn năm Bắc thuộc với nhiều lần chiến loạn nên các tài liệu thư tịch cổ bị thất lạc mất, không thể tìm ra được. Các nhà sử học, cả phong kiến và đương thời, ước tính đến cuối thời Văn Lang, Việt Nam có khoảng 1.000.000 dân, chủ yếu phân bố ở khu vực trung hạ du sông Hồng và sông Mã.
Năm 258 TCN, vua tộc Âu Việt là Thục Phán đem quân đánh bại vua Hùng đời thứ 18, sáp nhập lãnh thổ Văn Lang của người Lạc Việt, hai tộc người Âu Việt và Lạc Việt hợp nhất thành một, Thục Phán lên ngôi vua lấy hiệu là An Dương Vương, đặt tên nước là Âu Lạc. Năm 218 TCN, Tần Thủy Hoàng phái tướng Đồ Thư đem 50 vạn quân đi bình định các dân tộc Bách Việt, nhưng sau tướng Đồ Thư bị giết trong 1 cuộc tập kích, quân Tần buộc phải bãi binh do chủ tướng tử trận và các cuộc bạo loạn ở Trung nguyên. Sau cuộc chiến, hơn 10 vạn quân Tần thiệt mạng và khoảng 10 vạn bị quân Âu Lạc bắt làm tù binh, bị đày đi khai hoang ở những miền xa xôi.
Sau khi nhà Tần suy yếu và sụp đổ, phương Bắc chìm trong chiến loạn trong nhiều năm. Các thế lực quân phiệt, tiêu biểu là Hán Lưu Bang và Sở Hạng Vũ, giao tranh quyết liệt để tranh giành đất đai. Dân chúng thường bị vạ lây sau các trận chiến, do các thủ lĩnh quân sự thường tàn sát dân chúng khắp vùng nếu đối phương kháng cự quyết liệt. Tiêu biểu là việc Lưu Bang đã làm cỏ bách tính ở Dĩnh Dương, còn Hạng Vũ đã giết sạch dân ở Tương Thành và tàn sát 20 vạn hàng binh nước Tần. Do đó có nhiều người dân đã chạy xuống phương nam để lánh nạn, mà đa phần là đến vùng Lưỡng Quảng (thuộc nước Nam Việt của Triệu Đà, tướng cũ của nhà Tần), tuy nhiên có một bộ phận chạy xuống tận Âu Lạc, sống chung với người Bách Việt. Theo ước tính, thời Âu Lạc Việt Nam có khoảng 70–80 vạn dân, bao gồm toàn bộ dân cư Lạc Việt cũ, dân cư Âu Việt mới sáp nhập và các nạn dân từ phương bắc chạy đến để tránh chiến loạn.

## Thời kỳ Bắc thuộc

### Từ thời nhà Triệu cho đến thời kỳ Nam – Bắc triều
Sau khi nhà nước Âu Lạc bị Triệu Đà tiêu diệt năm 179 TCN, lãnh thổ và dân số Việt Nam bị sáp nhập vào các triều đại Trung Hoa, do đó việc thống kê nhân khẩu Việt Nam giai đoạn này phải dựa trên các ghi chép trong các bộ thư tịch cổ của Trung Quốc.
Triệu Đà chia lãnh thổ Âu Lạc cũ làm 2 quận Giao Chỉ và Cửu Chân. Bên dưới cấp quận không có đơn vị hành chính khác. Sử sách ghi nhận tại hai quận này có 60 vạn dân thời Triệu.
Đa số cư dân Nam Việt là người Bách Việt cũ cùng khoảng 100 ngàn người Hán di cư từ phía Bắc, nhóm này nắm giữ hầu hết chức vụ chủ chốt trong chính thể Nam Việt. Họ bao gồm con cháu của các thương gia, binh sĩ Tần được gửi xuống chinh phục phía nam với những thanh nữ phục vụ nhu cầu tình dục trong quân đội, các lại thuộc và cả tội phạm nhà Tần bị lưu đày. Người Âu Việt sinh sống tại khu vực phía tây Quảng Đông, họ tập trung chủ yếu dọc lưu vực các con sông như Tầm Giang, Tây Giang và khu vực phía nam sông Quế Giang. Những con cháu của Dịch Hu Tống, thủ lĩnh Âu Việt bị quân Tần giết vẫn nắm giữ vai trò là thủ lĩnh của các thị tộc Âu Việt. Đến khi Nam Việt bị Hán diệt, khu vực quận Quế Lâm đã có khoảng vài trăm ngàn người Âu Việt sinh sống. Các thị tộc Lạc Việt sinh sống ở khu vực ngày nay là nam Quảng Tây và bắc Việt Nam, bán đảo Lôi Châu (Quảng Đông) và vùng tây nam Quý Châu. Họ tập trung tại các lưu vực Tả Giang và Hữu Giang Quảng Tây, đồng bằng sông Hồng ở bắc Việt Nam, và lưu vực sông Bàn ở Quý Châu.
Theo Tiền Hán thư thì số dân 7 quận Nam Hải, Uất Lâm, Thương Ngô, Hợp Phố, Giao Chỉ, Cửu Chân, Nhật Nam thời thuộc Hán thuộc vào năm 2 như sau:
- Quận Nam Hải có 6 huyện, 19.613 hộ, 94.253 người.
- Quận Uất Lâm có 12 huyện, 12.415 hộ, 71.162 người.
- Quận Thương Ngô có 10 huyện, 15.398 hộ, 146.160 người.
- Quận Hợp Phố có 5 huyện, 30.796 hộ, 78.980 người.
- Quận Giao Chỉ có 10 huyện, 92.440 hộ, 746.237 người.
- Quận Cửu Chân có 7 huyện, 35.743 hộ, 166.013 người.
- Quận Nhật Nam có 5 huyện, 15.460 hộ, 69.485 người.

Thời điểm Hai Bà Trưng khởi nghĩa (năm 40), ước tính Việt Nam có khoảng gần 2 triệu nhân khẩu.
Năm Quang Hòa thứ 7 (năm 184 SCN) đời Linh Đế nhà Đông Hán, quận Giao Chỉ có 11 huyện, 209.304 hộ, 1.387.144 nhân khẩu; quận Cửu Chân có 5 huyện, 93.026 hộ, 419.780 nhân khẩu; quận Nhật Nam có 5 huyện, 43.628 hộ, 138.952 nhân khẩu.
Sau khi nhà Hán sụp đổ, ở phương bắc hình thành cục diện Tam Quốc, lãnh thổ Việt Nam tương ứng với Giao Châu của Đông Ngô, do nhà Ngô đã tách Giao Châu cũ thành Giao Châu mới (Bắc và Trung Bộ Việt Nam) và Quảng Châu (bao gồm Quảng Đông và Quảng Tây ngày nay). Ngay từ cuối thời Đông Hán khi loạn Hoàng Cân bùng phát, chiến tranh đã lan ra khắp Trung nguyên kéo dài suốt hơn trăm năm cho đến khi Tây Tấn tiêu diệt Đông Ngô, thống nhất thiên hạ. Trong suốt khoảng thời gian đó, chiến loạn triền miên dẫn đến dân số của Trung nguyên sụt giảm nghiêm trọng, và dân số của Giao Châu cũng bị kéo theo xu thế này. Theo ghi chép, khi nhà Tấn diệt Ngô đã tiến hành điều tra dân số toàn quốc thì đất Giao Châu chỉ còn hơn 53.278 hộ, 241.532 nhân khẩu. Cần chú ý rằng ở thời điểm này quận Nhật Nam đã bị Lâm Ấp chiếm mất nên đất Giao Châu thuộc Tấn chỉ còn ba quận Hợp Phố, Cửu Chân và Giao Chỉ, và cũng do lúc này chiến loạn mới dứt, thiên hạ chưa ổn định nên việc thống kê có thể không chính xác dẫn đến các con số ít hơn thực tế, khoảng một nửa hoặc một phần ba.
Sau khi nhà Tây Tấn sụp đổ do Loạn bát vương và biến động Ngũ Hồ loạn Hoa, Việt Nam lần lượt thuộc về Đông Tấn, Lưu Tống, Nam Tề, Nam Lương, Nam Trần. Trong thời kì Nam-Bắc triều, chính trị phương bắc biến loạn liên tục, giao tranh liên miên nên có nhiều bộ phận dân cư chạy về phương nam, đa phần lưu trú ở Quảng Châu, một bộ phận chạy xuống tận Giao Châu, nhưng không nhập tịch nên các thống kê của quan phủ không đề cập đến họ. Năm 471 (thời Nam Bắc triều), nhà Lưu Tống tách khu vực Hợp Phố ra khỏi Giao Châu và hợp với một số quận khác để lập ra Việt Châu. Khi đó Giao Châu chia ra thành 8 quận, bao gồm: Giao Chỉ, Vũ Bình, Cửu Chân, Cửu Đức, Nhật Nam, Nghĩa Xương, Tống Bình (Tống thư chỉ liệt kê tên gọi của 7 quận).

### Thời Tùy - Đường
Năm 581, Tùy Văn Đế Dương Kiên kiến quốc, đến năm 589 thì quân Tùy nam hạ diệt Trần, lãnh thổ Việt Nam lại chịu sự cai trị của nhà Tùy. Năm Vũ Đức thứ 5 (622), nhà Đường sau khi lên thay nhà Tùy, đã đặt ra tổng quản phủ Giao Châu (Giao Châu tổng quản phủ), quản lãnh 10 châu: Giao Châu, Phong Châu, Ái Châu, Tiên Châu, Diên Châu, Tống Châu, Từ Châu, Hiểm Châu, Đạo Châu, Long Châu, bao trùm miền Bắc Việt Nam. Quan đứng đầu phủ Giao Châu là đại tổng quản Khâu Hòa, vốn là thái thú Giao Chỉ.
Năm 679, Giao Châu đô đốc phủ đổi thành An Nam đô hộ phủ, chia làm 12 châu, trong đó có Giao Châu. Giao Châu mới bao gồm 8 huyện: Tống Bình, Long Biên, Chu Diên, Giao Chỉ, Bình Đạo, Vũ Bình, Nam Định, Thái Bình và chỉ là một phần nhỏ của miền Bắc Việt Nam. 11 châu còn lại là: Lục Châu, Phúc Lộc Châu, Phong Châu, Thang Châu, Chi Châu, Võ Nga Châu, Võ An Châu, Ái Châu, Hoan Châu, Diễn Châu, Trường Châu. Quan cai trị An Nam đô hộ phủ gọi là đô hộ. Theo số liệu thống kê của nhà Đường, ở quận Giao Chỉ có 9 huyện 60.112 hộ; quận Cửu Chân có 7 huyện 33.286 hộ; quận Nhật Nam có 8 huyện 12.047 hộ, quận Ninh Việt ở phía đông bắc, gồm Khâm châu không rõ số dân; 3 quận mới chiếm của Lâm Ấp là quận Tỷ Ảnh có 4 huyện 4.305 hộ, quận Hải Âm có 4 huyện 2.405 hộ, quận Tượng Lâm có 4 huyện 2.457 hộ.
Đến trung kì thời Đường, nước Nam Chiếu của người Bạch nổi lên mạnh mẽ, trong khi nhà Đường lại suy yếu vì những xung đột nội bộ. Đường và Nam Chiếu thường xuyên xung đột, đỉnh điểm là việc quân Đường đại bại ở Hạ Quan, quân Nam Chiếu thừa cơ tỏa đi chiếm toàn bộ các vùng đất thuộc Vân Nam, Quý Châu và Tứ Xuyên ngày nay. Đồng thời, quân Nam Chiếu cũng thường xuyên xuôi dòng sông Hồng đánh phá An Nam thuộc Đường. Mỗi lần đánh phá An Nam, quân Nam Chiếu đều tàn sát dân địa phương, cướp đoạt vô số của cải. Nhà Đường tỏ ra bất lực và quân Đường chỉ quay lại khi quân Nam Chiếu đã rút đi.
Năm 863, Đoàn Tù Thiên lại tiến vào An Nam, đánh bại quân Đường. Sái Tập bị giết. Quân Nam Chiếu chiếm đóng và cướp phá, giết hại tới 15 vạn người Việt. Sau đó vua Nam Chiếu sai Đoàn Tù Thiên ở lại Giao Châu làm tiết độ sứ. Nhà Đường phải di chuyển Phủ Đô hộ An Nam đến Hải Môn.
Năm 864, nhà Đường sai Cao Biền làm An Nam đô hộ kinh lược chiêu thảo sứ sang đánh Nam Chiếu. Năm 865, Cao Biền tiến đến Nam Định, nhân lúc quân Nam Chiếu đang gặt lúa, bất ngờ đánh úp, phá tan quân Nam Chiếu. Tới năm 867, Cao Biền đánh bại hoàn toàn người Nam Chiếu tại An Nam, chiếm lại thành Tống Bình, giết chết Đoàn Tù Thiên, chém hơn 3 vạn quân Nam Chiếu. Từ đó sự xâm lấn của Nam Chiếu mới chấm dứt.
Nhà Đường chia nhỏ thành các phủ, dưới phủ là huyện rồi đến hương xã. Các xã cũng không đều nhau, có hạng lớn thì 40- 60 hộ, hương nhỏ từ 70-150 hộ, lớn từ 160- 540 hộ.
Năm 863, Đường Ý Tông thăng An Nam đô hộ phủ làm Tĩnh Hải quân, cho Cao Biền làm Tiết độ sứ, và sau là Cao Tầm, Tăng Cổn, Tạ Triệu, An Hữu Quyền, Chu Toàn Dục và Độc Cô Tổn. Năm 905, Độc Cô Tổn bị Chu Ôn đày đi Hải Nam và giết chết do không cùng vây cánh. Trong lúc nhà Đường chưa kịp cử quan cai trị mới sang trấn nhậm, một hào trưởng người Việt là Khúc Thừa Dụ đã chiếm lấy thủ phủ Đại La, tự xưng là Tiết độ sứ. Chu Ôn đang mưu cướp ngôi nhà Đường, đã nhân danh vua Đường thừa nhận Khúc Thừa Dụ. Từ đó người Việt bắt đầu khôi phục quyền tự chủ. Tĩnh Hải quân lúc này gồm có 12 châu là Giao, Lục, Phúc Lộc, Phong, Thang, Trường, Chi, Vũ Nga, Vũ An, Ái, Hoan, Diễn. Lãnh thổ 12 châu này bao gồm Bắc Bộ và Bắc Trung Bộ Việt Nam, kéo dài tới phía bắc Hoành Sơn, thêm một phần phía tây nam tỉnh Quảng Tây, Trung Quốc hiện nay. Tuy nhiên sang thời nhà Ngô (939-967), lãnh thổ Tĩnh Hải quân chỉ còn 8 châu là Giao, Lục, Phúc Lộc, Phong, Trường, Ái, Hoan, Diễn. Bốn châu: Thang, Chi, Vũ Nga và Vũ An thuộc về Nam Hán. Việc thu hẹp lãnh thổ phía bắc này không được sử sách ghi chép rõ. Không có ghi chép rõ ràng về dân số Việt Nam thời kì này.

## Thời kì độc lập và tự chủ

### Thời Ngô - Đinh - Tiền Lê
Từ sau khi Khúc Thừa Dụ tự xưng làm Tiết độ sứ, người Việt bắt đầu khôi phục quyền tự chủ. Đương thời, phương bắc rơi vào thời kì Ngũ Đại Thập Quốc, giao tranh liên miên không dứt. Ngay từ cuối thời Đường khi loạn Hoàng Sào bùng nổ làm mấy trăm vạn bá tính Giang Nam bỏ mạng, đã có rất nhiều người chạy xuống phương nam để tránh chiến họa, trong đó có cả nhiều thủ lĩnh Trung Hoa chạy loạn xuống Tĩnh Hải quân lập ấp mà con cháu họ sau này trở thành các sứ quân như Đỗ Cảnh Thạc và sứ quân Trần Lãm. Năm 906, tướng Nguyễn Nê theo lệnh vua Đường đem 70.000 quân sang nước Việt đòi họ Khúc triều cống. Nguyễn Nê dựng bản doanh ở Thành Quả, không đem quân quyết chiến mà lại lấy vợ Việt và sinh ra ba con trai sau này là các sứ quân Nguyễn Khoan, Nguyễn Thủ Tiệp và Nguyễn Siêu. Binh sĩ đi theo phần nhiều cũng ở lại bản địa, lấy vợ sinh con, không về bắc nữa.
Năm 938, Ngô Quyền đánh tan quân Nam Hán trên sông Bạch Đằng, đến mùa xuân năm 939 thì chính thức xưng vương, tức là Tiền Ngô Vương, đóng đô ở Cổ Loa, lập Dương thị làm hoàng hậu; đặt trăm quan, chế định triều nghi phẩm phục. Dưới thời Ngô vương, dân số Việt Nam có khoảng 3.600.000 người. Năm 944, Ngô vương băng hà, Việt Nam rơi vào loạn 12 sứ quân. Các sứ quân liên tục tranh giành nhau, giao chiến không ngừng suốt nhiều năm liền. Binh lính và dân chúng bỏ mạng vô số.
Đến năm 968, Đinh Bộ Lĩnh trấn áp quần hùng, thống nhất thiên hạ, lên ngôi Hoàng đế, tự xưng là Đại Thắng Minh Hoàng đế, tức là Đinh Tiên Hoàng, đặt quốc hiệu là Đại Cồ Việt, đóng đô ở Hoa Lư. Cả nước có khoảng 3.100.000 người
Năm 981, Lê Hoàn lên ngôi vua, lập ra nhà Tiền Lê, chỉ huy quân dân đánh tan quân Tống xâm lược, đồng thời dẹp tan các thế lực chống đối trong nước.
Ước tính khi Ngô vương giành được độc lập, Việt Nam có khoảng 3.500.000triệu nhân khẩu. Đến khi Lê Hoàn đánh tan quân Tống, thiên hạ trải qua nhiều năm chinh chiến, từ loạn 12 sứ quân cho đến họa xâm lăng và nhiều năm thanh trừng các thế lực chống đối trên toàn quốc của vua Lê Đại Hành, cả nước chỉ còn khoảng hơn 2.100.000  triệu người vào năm 1000 thời Nhà Tiền Lê.Theo Nguyễn Trãi thì thời Tiền Lê có tổng số có trên 5 triệu đinh, nhưng các sử gia cho rằng con số này cao hơn thực tế.

### Thời Lý - Trần
Sau khi Lê Đại Hành băng hà ở điện Trường Xuân năm 1005, con là Long Việt lên ngôi, xưng Lê Trung Tông. Trung Tông ở ngôi được 3 ngày thì bị em là Lê Long Đĩnh giết chết để cướp ngôi. Đương thời chính sự thối nát, nhà vua tàn bạo hoang dâm nên lòng người không phục. Năm 1009, Ngọa Triều qua đời lúc mới 24 tuổi, Tả thân vệ Điện tiền chỉ huy sứ Lý Công Uẩn được quần thần tôn lên ngôi vua, lập ra nhà Lý, đặt niên hiệu Thuận Thiên. Năm 1054, Lý Thái Tông đổi quốc hiệu là Đại Việt, tiến hành đại xá thiên hạ, đồng thời thống kê dân số toàn quốc được hơn 3.790.000 nhân khẩu.
Năm 1226, Lý Chiêu Hoàng nhường ngôi cho chồng là Trần Cảnh, tức Trần Thái Tông. Triều Trần chính thức bước lên vũ đài lịch sử thay thế triều Lý. Thời Trần, các nam đinh được chia thành ba hạng: hạng tiểu hoàng nam (từ 18 tuổi đến 20 tuổi), hạng đại hoàng nam (từ 20 tuổi đến 60 tuổi) và hạng lão (trên 60 tuổi).
Khi quân Mông Cổ đánh bại nhà Nam Tống, một số quan lại địa phương nhà Tống đã quy phụ nhà Trần, như trường hợp Hoàng Bính đem dâng phủ Tư Minh (nay là Bằng Tường) năm 1263, và có một lượng lớn dân chúng và quân binh nhà Tống chạy từ phương bắc xuống Việt Nam xin tị nạn để tránh các cuộc thảm sát của quân Mông Cổ. Nhà Trần đem dân Tống đi phân bố đến các nơi để khai khẩn đất hoang, mở rộng sản xuất, còn các đạo quân Tống rút chạy đến Việt Nam đều được phân bổ vào các đội quân của triều đình, với số lượng không quá lớn để tránh họ làm phản. Thủ lĩnh của các đạo quân này vẫn là người Tống, ví dụ như tướng Triệu Trung chỉ huy 4000 quân Tống dưới quyền Trần Nhật Duật đã tham gia trận Hàm Tử. Người Hán trong quân Mông Nguyên nhìn thấy quân Tống thì đều tưởng nhớ cố quốc nên không còn ý chí chiến đấu, đều hàng cả.
Quân Mông Nguyên khi xâm chiếm Đại Việt thường tàn sát dân chúng và binh lính Đại Việt bị bắt rất tàn bạo, rất nhiều người chết dưới tay chúng. Do có nạn dân và quân binh nước Tống tị nạn bù đắp vào tổn thất của Đại Việt trong chiến tranh nên tổng nhân khẩu toàn quốc sau ba lần quân Mông Nguyên xâm lược về cơ bản không thay đổi mà chỉ ở khoảng 4.500.000 nhân khẩu mà thôi.

### Thời nhà Hồ và thuộc Minh
Năm 1400, nhà Hồ cướp ngôi của nhà Trần, tiến hành cải cách quy mô lớn. Các cuộc điều tra dân số thời nhà Hồ thống kê được con số 1.039.045 hộ, tức là khoảng hơn 4.000.000 người trên cả nước. Tuy nhiên con số thực tế có thể cao hơn khoảng 50% do thời kì này tương đối hỗn loạn sau cuộc chính biến và chính quyền thường không thống kê được những người làm nghề kép hát và những người lưu vong từ cuối thời nhà Trần do các cuộc chiến loạn giữa các thế lực địa phương và khi quân Chiêm Thành tấn công ra Thăng Long.Cũng có số liệu cho rằng thời nhà Hồ,dân số nước ta có 5.207.500 nhân khẩu vào năm 1400.
Năm 1406, quân nhà Minh xâm lược nước Việt. Quân đội nhà Hồ phải chịu những tổn thất vô cùng nặng nề trước sức tấn công như vũ bão của quân giặc. Quân Minh dưới quyền Trương Phụ cũng tàn sát dân chúng và tù binh. Sử miêu tả "làng mạc đìu hiu hoang vắng, trăm dặm không thấy bóng người, khói lửa chiến tranh bao trùm khắp nơi". Sau cơn đại nạn, dân số Việt Nam sụt giảm nghiêm trọng, ước tính chỉ còn quá nửa.
Người Minh dẫn số liệu của nhà Hồ cho thấy họ đã chiếm được 48 phủ, châu, 168 huyện, 782.250 hộ, 112 con voi, 420 con ngựa, 35.750 con trâu bò, 8.865 chiếc thuyền. Theo Minh sử, năm 1408 nhà Minh kiểm soát 3.120.000 người và 2.087.500 người Man trên đất Đại Ngu cũ

### Thời Hậu Lê

#### Thời Lê sơ
Sau khi đánh đuổi quân Minh xâm lược, khôi phục chủ quyền, Lê Thái Tổ rất quan tâm chú ý đến việc phục hồi sức dân, tái ổn định đất nước sau 20 năm chiến loạn. Ông đã cho quân lính trở về nhà tham gia sản xuất, chỉ giữ lại 10 vạn quân trong tổng số 35 vạn để canh giữ đất nước. Triều đình đem những tù binh người Minh vào phương nam khai khẩn đất hoang, tăng cường sản xuất. Nhờ những chính sách đó mà dân số Việt Nam tăng mạnh trở lại
Năm 1490, Lê Thánh Tông tiến hành cải cách hành chính trên toàn quốc, đổi phủ thừa tuyên thành các xứ. Như vậy trên cả nước có 13 xứ, 52 phủ, 178 huyện, 50 châu, 20 hương, 37 phường, 6.851 xã, 322 thôn, 637 trang, 40 sách, 40 động, 30 nguyên, 30 trường. Mỗi xã thường không quá 500 hộ, nếu nhiều hơn 700 hộ thì sẽ tách ra làm hai xã nhỏ. Theo cánh tính này thì đến năm 1490, toàn quốc có khoảng 8 triệu nhân khẩu.

#### Thời nhà Mạc và Lê Trung hưng
Năm 1527, Mạc Đăng Dung cướp ngôi nhà Hậu Lê, lập ra nhà Mạc.Vào năm 1540,dân số thống kê chỉ còn khoảng hơn 3.500.000 nhân khẩu trong vùng quản lý của Nhà Mạc.Sự suy giảm dân số này là do các đảng phái liên tục thanh trừng kèm theo thiên tai,mất mùa,đói kém gây suy giảm dân số.Người dân lúc đó còn phiêu tán nhiều nên chính phủ gặp nhiều khó khăn trong quá trình thống kê nên chỉ có thể ước tính dân số.dân số ở khu vực của nhà Lê Trung Hưng,chúa Bầu(họ Vũ) quản lý vẫn chưa có nguồn thống kê dân số nào.
Vài năm sau, chiến tranh Nam Bắc triều nổ ra và lan ra mạnh mẽ trên cả nước. Cuộc nội chiến kéo dài 60 năm khiến cho cả một vùng Nghệ An xơ xác điêu tàn "trăm dặm không thấy bóng người". Các nhà nghiên cứu tổng kết: trong 60 năm chiến tranh (1533-1592) giữa Lê và Mạc đã diễn ra 38 trận lớn nhỏ, cả hai bên đều huy động gần hết các lực lượng lao động chính trong xã hội vào cuộc chiến cùng những nhân tài, vật lực trong tay. Sau mỗi trận đánh, lực lượng mới lại được huy động để bù đắp cho lực lượng tổn thất trên chiến trường.
Cuộc chiến đã tác động tiêu cực đến đời sống nhân dân lao động. Sản xuất bị đình trệ, ảnh hưởng đến đời sống kinh tế toàn quốc. Không những nông dân, những người thợ thủ công cũng chịu mức thuế khóa nặng nề để cung ứng cho cuộc chiến.
Tại các khu vực chiến trận tiếp diễn trong nhiều năm và nhân dân vẫn tiếp tục chịu cảnh lầm than, đồng ruộng bị bỏ hoang. Năm 1592, quân Nam triều chiếm được Thăng Long, nhà Mạc rút về cát cứ Cao Bằng mãi đến tận năm 1677 mới bị diệt. Dân gian còn lưu lại những câu ca dao nói về sự khổ cực của nhân dân trong việc lao dịch, quân ngũ vì chiến sự ở Cao Bằng:
Cái cò lặn lội bờ sông
Gánh gạo nuôi chồng tiếng khóc nỉ non
Nàng về nuôi cái cùng con
Để anh đi trảy nước non Cao Bằng
Ngay sau khi kết thúc cục diện Nam Bắc triều đã cho thấy có khoảng hơn 2-3 triệu người gồm dân thường và bình lính
Năm 1750, Đàng Trong thống kê được khoảng 1.500.000 người, còn Đàng Ngoài là khoảng gần 4.500.000 người vạy tổng dân số nước ta lúc đó là hơn 6 triệu người thời Nhà Lê trung hưng

#### Thời nhà Nguyễn
Năm 1802, Nguyễn Ánh diệt Tây Sơn, lập ra nhà Nguyễn, nước Đại Việt có 5.780.000 người. Đến năm 1836 thì vua Minh Mạng hoàn thành công cuộc lập địa bạ trên toàn quốc (hiện nay còn lưu giữ được 10.044 tập gồm 15.000 quyển địa bạ), là kho tàng vô giá để mô tả cương vực nước Việt ở từng ngôi làng, từng mảnh ruộng. Dân số nhà Nguyễn thống kê được là 7.764.128 người.
Năm 1858, quân Pháp nổ súng xâm lược Việt Nam, đến năm 1883 thì hoàn tất. Tính chung Bắc Kì có 37 phủ, 88 huyện, 38 châu, gồm 1264 tổng, 10105 xã, 29 mường, 2141 bản và 4 đạo quan binh ở vùng biên giới. Trung Kì có 3 đạo, 33 phủ, 58 huyện, 541 tổng, 9093 xã và 6 thành phố. Nam Kì có 78 quận, 197 tổng Kinh và 10 tổng Thượng, 1470 xã.
Năm 1870, Việt Nam có khoảng 10.000.000 người, đến năm 1901 thuộc Pháp là 13.000.000 và tăng lên 22.600.000 vào năm 1943.

## Thời hiện đại

### Giai đoạn từ 1945 đến 1975
Năm 1945, cuộc Cách mạng tháng Tám bùng nổ và khai sinh ra nước Việt Nam Dân chủ Cộng hòa. Sau chiến thắng Điện Biên 1954, Việt Nam bị chia cắt thành hai miền Nam - Bắc. Ước tính có khoảng 2 triệu người (đa số theo Công giáo) đã di cư từ miền Bắc vào miền Nam. Năm 1962, Việt Nam có khoảng 33.275.000 người với 17.000.000 người ở miền Bắc và 16.275.000 người ở miền Nam (đã cộng 2 triệu di dân). Miền bắc có khoảng 19 đến 21 triệu người. (Chú ý: Thời kỳ 1951 - 1957 tăng 753 nghìn người/năm hay tăng 3,03%/năm)
Trong giai đoạn 1955-1975, cả hai miền đều khuyến khích sinh đẻ nhằm gia tăng dân số và bù đắp cho những tổn thất về người trong chiến tranh. Các nguồn khác nhau đưa ra các con số thống kê khác nhau về tổn thất nhân mạng trong cuộc chiến, dao động ở mức 2-4 triệu người chết cùng hàng triệu người khác bị thương tật, tàn phế và nhiễm độc. Tuy vậy, dân số Việt Nam vẫn tăng thêm rất nhanh (khoảng 3% mỗi năm) do tỷ lệ sinh tăng.

### Giai đoạn từ năm 1975 đến nay
Tháng 4 năm 1976, nước Cộng hòa Xã hội Chủ nghĩa Việt Nam có 49.160.000 người, sau khi trừ đi hết số người vượt biên và số tù binh đang bị giam giữ cải tạo. Dân số miền nam trước khi bầu cử thống nhất chỉ hơn 19 triệu, còn miền bắc lên đến 30 triệu.
Dân số trung bình của Việt Nam năm 2008 đã tăng 70.576 nghìn người so với năm 1921 hay cao gấp trên 5,5 lần, bình quân 1 năm tăng 811,2 nghìn người, tương đương mức tăng 1,98%/năm.
Trong đó:
- Thời kỳ 1921 - 1943 tăng 319,5 nghìn người/năm, tương đương mức tăng 1,71%/năm;
- Thời kỳ 1943 - 1951 tăng 56,1 nghìn người/năm hay tăng 0,25%/năm, với nguyên nhân chủ yếu do hơn 2 triệu người bị chết đói năm 1945 và số người bị chết trong chiến tranh.
- Thời kỳ 1951 - 1957 tăng 753 nghìn người/năm hay tăng 3,03%/năm;
- Thời kỳ 1957 - 1976 tăng 1.135,8 nghìn người/năm hay tăng 3,08%/năm;
- Thời kỳ 1976 - 1985 tăng 1.190,2 nghìn người/năm hay tăng 2,21%/năm;
- Thời kỳ 1985 - 2008 tăng 1.142,9 nghìn người/năm hay tăng 1,60%/năm;
riêng thời kỳ 2000 - 2008 tăng 1.065,6 nghìn người/năm, tương đương mức tăng 1,31%/năm.
Năm 1994, trên lãnh thổ Việt Nam có tổng cộng 72.509.500 người, và tăng lên đến 80.930.200 người vào năm 2003. Vào lúc 2h45p ngày 1/11/2013, bé Nguyễn Thị Thùy Dung ở thôn Hoàng Xá, xã Nam Chính, huyện Nam Sách, Hải Dương đã cất tiếng khóc chào đời tại Bệnh viện Phụ sản Trung ương, trở thành công dân thứ 90 triệu của Việt Nam.

## Dân số Việt Nam hiện tại
Lưu ý: các số liệu dưới đây sẽ được cập nhật hằng năm.
Tính đến ngày 31 ngày 12 năm 2023, dân số của Việt Nam là khoảng 100.352.192 người theo số liệu mới nhất từ Tổng điều tra dân số và nhà ở năm 2022, hiện chiếm khoảng 1,24% dân số thế giới và đứng thứ 15 trên thế giới trong bảng xếp hạng dân số các nước và vùng lãnh thổ; đứng thứ 3 trong khu vực Đông Nam Á, với 38,05% dân số sống ở thành thị (37.198.539 người vào năm 2019). Độ tuổi trung bình ở Việt Nam là 33,2 tuổi (2024). Mật độ dân số của Việt Nam là 321 người/km² vào năm 2024.